# Otto Höss
Otto Höss (4 giugno 1902 – 27 marzo 1971) è stato un calciatore austriaco, di ruolo attaccante.

## Carriera

### Club
Divide la sua carriera tra Austria, Cecoslovacchia e Ungheria.

### Nazionale
Esordisce il 23 settembre del 1923 contro l'Ungheria (2-0).